# El Bulli

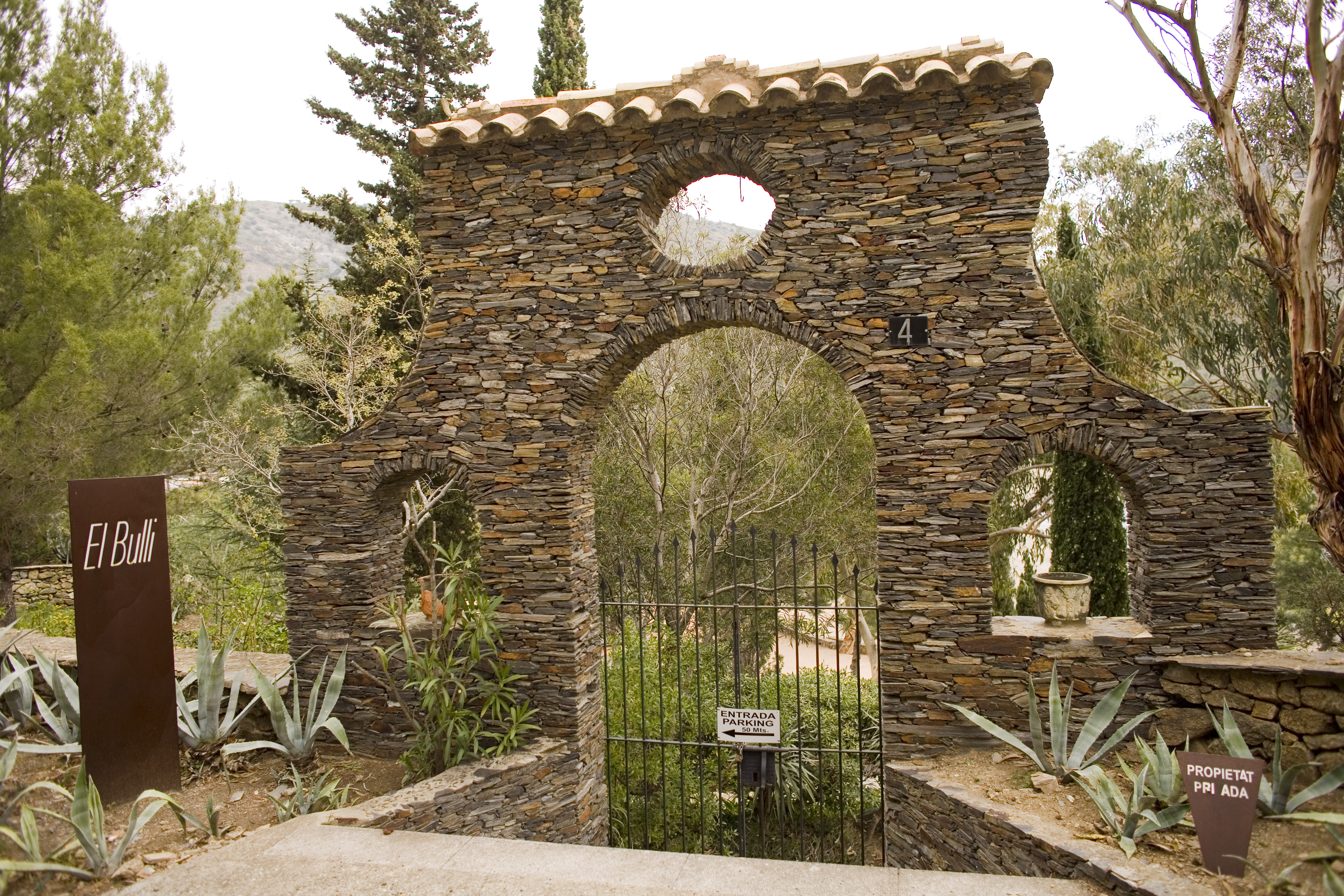
Entree van het restaurant

El Bulli was een Catalaans restaurant dat werd beschouwd als een van de beste restaurants in de wereld.
In 2009 werd het voor de vierde opeenvolgende keer gekozen tot beste restaurant in de wereld volgens The S. Pellegrino World's 50 Best Restaurants. Het restaurant bevond zich in Roses, ten noorden van Barcelona, in Catalonië en werd geleid door Juli Soler en de gebroeders Albert en Ferran Adrià, die er de moleculaire keuken ontwikkelden.

## Geschiedenis
Het restaurant werd oorspronkelijk gestart als een minigolfbaan in 1961 door Hans Schilling, een Duitse homeopathische arts, en zijn vrouw Marketta. Het werd "El Bulli" genoemd naar de buldogs die het paar bezat. In 1963 werd het etablissement uitgebouwd met een strandbar, waarna in 1964 een eenvoudig restaurant werd begonnen. Vanaf 1970 werd de kwaliteit van het restaurant continu verhoogd; de eerste Michelinster werd verkregen in de periode dat de Fransman Jean-Louis Neichel de kookscepter in het restaurant zwaaide van 1975 tot 1980.
Sinds 1984 werd de keuken van het restaurant sterk beïnvloed door Ferran Adrià, die het restaurant heeft gekocht in 1990. In 1990 kreeg het restaurant ook de tweede Michelinster. In 1995 volgde de 19 punten-waardering van Gault Millau, als eerste restaurant in Spanje. In 1997 volgde de derde Michelinster en werd het bedrijf een van de drie restaurants met drie Michelinsterren in Spanje in dat jaar.
Op 31 juli 2011 was El Bulli voor het laatst open als restaurant. In 2012 en 2013 was het helemaal gesloten, in 2014 heropende de locatie als een "culinair onderzoekscentrum" van de elBullifoundation. De aankondiging van deze omvorming viel tijdens de gastronomische beurs in Madrid in 2010 door chef-kok Ferran Adrià. Op 26 april 2013 werd de wijnkelder van het voormalige restaurant verkocht bij Sotheby's (New York) ten bate van de elBullifoundation.

## Externe referentie
1. ↑  World's 50 Best Restaurants
2. ↑  Topkok Adrià sluit elBulli met 50 gangen, NOS.nl, 1 augustus 2011. Gearchiveerd op 15 augustus 2020.
3. ↑  website elBulli foundation
4. ↑  Persbericht elBulli 26 januari 2010